# 施瓦嫩施塔特附近奥伯恩多夫
施瓦嫩施塔特附近奥伯恩多夫是奥地利上奥地利州弗克拉布鲁克县的一个市镇。总面积6平方公里，总人口1410人，人口密度235.0人/平方公里（2005年）。